# Aviosuperficie Delta Condor
L'aviosuperficie Delta Condor è un'aviosuperficie italiana situata nel comune di Massarosa in provincia di Lucca in località Pioppogatto.

## Strutture e dati tecnici
L'aviosuperficie è composta da un edificio principale e da hangar per il rimessaggio degli aeromobili ed è dotata di due piste con fondo erboso di 400 x 30 m posta all'altitudine 7 m.
La prima pista ha orientamento 15/33 la seconda 13/31.
Sono inoltre presenti una manica a vento e le segnalazioni di bordo pista.